# Festuca morisiana
Festuca morisiana är en gräsart som beskrevs av Filippo Parlatore. Festuca morisiana ingår i släktet svinglar, och familjen gräs. Inga underarter finns listade i Catalogue of Life.